# Wijsheidsliteratuur
Wijsheidsliteratuur is het literair genre dat vaak voorkwam in het oude Nabije Oosten. Dit genre wordt gekenmerkt door wijze uitspraken die de bedoeling hebben om iets over godgeleerdheid en  deugd bij te brengen. Het hoofdprincipe van wijsheidsliteratuur is dat, terwijl ook technieken van het traditioneel vertellen van een verhaal gebruikt worden, de boeken tevens bepaalde inzichten en wijsheden over natuur en de realiteit verondersteld worden over te brengen.
De bekendste voorbeelden van wijsheidsliteratuur kunnen gevonden worden in de Hebreeuwse Bijbel. De volgende Bijbelse boeken vallen onder de wijsheidsliteratuur:
- Job
- Spreuken
- Prediker

en de deutero-canonieke boeken:
- De wijsheid van Salomo[3]
- Wijsheid van Jezus Sirach[3][4]

Het genre van de vorstenspiegel (spiegel der prinsen), die een lange geschiedenis heeft in islamitische en westerse renaissanceliteratuur, stelt een meer seculiere verwant voor aan het genre van de Bijbelse wijsheidsliteratuur.
Binnenin de klassieke oudheid is de adviespoëzie van Hesiodos, voornamelijk zijn Werken en Dagen gezien als een verwant genre tot de wijsheidsliteratuur van het Nabije Oosten. Binnen de Oudnoordse literatuur is de Hávamál hier een goed voorbeeld van.